# Württembergische Zentrumspartei
Die Württembergische Zentrumspartei war der Landesverband der Zentrumspartei im Königreich Württemberg und im Volksstaat Württemberg.

## Das Zentrum im Königreich Württemberg

### Hintergrund
Das Herzogtum Württemberg (Altwürttemberg) war im HRR konfessionell protestantisch. Mit dem Reichsdeputationshauptschluss kamen 1803 umfangreiche Gebiete (Neuwürttemberg) hinzu, die überwiegend katholisch waren. Entsprechend waren ab 1815 auch katholische Abgeordnete in den Württembergischen Landständen vertreten.

### Bis zur Gründung
Politische Parteien bildeten sich in Deutschland in der zweiten Hälfte des 19. Jahrhunderts. Das Zentrum bildete sich reichsweit erst 1870 und war damit eine eher späte Gründung. Von den 17 Reichstagswahlkreisen in Württemberg hatten vier (13, 15, 16 und 17) katholische Bevölkerungsmehrheiten und waren damit Parteihochburgen des Zentrums. Die dort gewählten Reichstagsabgeordneten schlossen sich 1871 bis 1918 der Zentrumsfraktion im Reichstag an. Eine eigenständige Parteiorganisation des Zentrum gab es jedoch nicht. Auch gab es keine Zentrumsfraktion in den Württembergischen Landständen, die dort gewählten Katholiken gehörten -je nach persönlicher politische Überzeugung- unterschiedlichen Fraktionen an. Dies waren die auf der Linken die Demokratische Volkspartei und auf der Rechten die Deutsche Partei. Die meisten katholischen Abgeordneten schlossen sich aber der „Landespartei“ an, einer Fraktion die die Politik der Regierung Mittnacht unterstützte. Hintergrund war, dass Ministerpräsident Hermann von Mittnacht selbst Katholik war.
Gründe für die späte Gründung einer Landesorganisation des Zentrums (Württemberg war das letzte Land, welches einen eigenen Landesverband des Zentrums bildete) waren in der kompromissfreudigen Einstellung von Bischof, Kirchenrat und Staatsregierung. Alle Seiten waren an einer konfliktfreien Zusammenarbeit in Kirchen- und Schulfragen interessiert. Eine konfessionelle Partei wurde daher als Gefahr für den „konfessionellen Frieden“ angesehen. Insbesondere Bischof Karl Joseph von Hefele stand daher der Gründung eines Landesverbandes des Zentrums skeptisch gegenüber.

### Gründung
In der Wahlperiode von 1882 bis 1889 wurde dieser konfessionelle Frieden beschädigt. Die zweite Kammer hatte beschlossen, die konfessionelle Schulaufsicht durch eine staatliche zu ersetzen. Dieses Vorhaben wurde erst in der ersten Kammer gestoppt, in der die katholischen Standesherren das Vorhaben verhinderten. Ein zweiter Konflikt entstand bei der Frage der Zulassung von Männerorden. Das Staatskirchengesetz von 1862 regelte zum Missfallen der Katholiken, dass eine Ordensniederlassung der Zustimmung der Regierung bedurfte. Daneben änderte sich das Parteienspektrum in dieser Zeit. Mit der Aufhebung der Sozialistengesetze konnten die Sozialdemokraten ihre Parteiorganisation neu aufbauen, auf dem Land entstand der Württembergische Bauernbund. Damit änderte sich die Sicht auf die Frage nach einer eigenen Württembergischen Zentrumspartei.
Initiator und führende Kraft der Württembergischen Zentrumspartei wurde der Reichstagsabgeordnete Adolf Gröber. Dieser rief am 14. Mai 1894 unter großer Zustimmung zur Gründung einer Zentrums-Fraktion im Landtag auf. Auf einer Tagung von etwa 40 Land- und Reichstagsabgeordneten sowie Vertretern des Volksvereins für das katholische Deutschland in Ulm wurde ein Programm erarbeitet und ein vorläufiges Komitee bestimmt. Die konstituierende Landesversammlung, an der 5000 Parteimitglieder teilnahmen, fand am 17. Januar 1895 (dem Todestag von Ludwig Windthorst) in Ravensburg statt und bestätigte Programm und Vorstand.

### Organisation
Das Organisationsstatut von 1895 legte fest, dass der Landesvorstand vom Landesausschuss gewählt wurde. Dieser wurde wiederum von den Mitgliedern bzw. den Vertrauensmännern gewählt. Weiterhin gehörten die Land- und Reichstagsabgeordneten des Zentrums dem Landesausschuss an. das nicht nur die Mitglieder den Landesausschuss wählten, war der schwachen Organisation geschuldet. Mitglieder mussten einen Jahresbeitrag von 20 Pfennig zahlen. Die meisten Unterstützer des Zentrums machten dies nicht und waren damit nicht Mitglied, engagierten sich aber in den jeweiligen Wahlkreiskomittees des Zentrums. Daher erhielten die Vertrauensmänner je 20 Stimmen im Wahlkreis eine Stimme zur Wahl der Mitglieder des Landesausschusses. Die geringen Finanzmittel des Landesverbandes führten auch dazu, dass kein hauptamtlicher Parteisekretär eingestellt wurde. Die Arbeit des Zentrums waren eng mit der Arbeit des Volksvereins für das katholische Deutschland verbunden. Dieser erreichte einen deutlich höheren Organisationsgrad. 1912 waren 40 % der Katholiken dort Mitglied.

### Parteipresse
Das Deutsche Volksblatt war das führende Blatt der Parteizeitungen des Zentrums, obwohl dir Ipf- und Jagstzeitung deutlich höhere Auflagen hatte. Zunächst im privaten Besitz wurde es 1872 in eine Aktiengesellschaft umgewandelt, deren Eigentümer Kirchen- und Berufsvertreter waren. 1895 wurde die Zeitung zum offiziellen Organ des Zentrums erklärt.

### Kontroversen
Neben der Frage der Zulassung von Männerorden, bei der das Zentrum bis zum Ende des Königreichs keine Änderungen durchsetzen konnte, war die Schulpolitik das zentrale Feld der Politik des Zentrums. Konfliktpunkte waren die Ablehnung der Simultanschule und der Schutz der konfessionellen Schulen durch das Zentrum, die Forderung des Zentrums nach einer Beibehaltung der kirchlichen Schulaufsicht und der Ablehnung einer staatlichen Fachaufsicht und der Forderung nach einer Verbesserung der materiellen Situation der Volksschullehrer. Anfang der 1890er Jahre scheiterte ein erster Versuch der Einführung einer staatlichen Fachaufsicht in der ersten Kammer. 1902 legte die Regierung einen neuen Entwurf vor. Auch wenn dieser nur eine teilweise staatliche Aufsicht enthielt, lehnte das Zentrum das Vorhaben ab und es scheiterte erneut in der ersten Kammer. Im Jahr 1909 war ein dritter Versuch der Regierung erfolgreich, die Volksschulfrage gegen das Zentrum zu regeln.
Bei den Diskussionen über eine Verfassungsreform stand das Zentrum ebenfalls in der Opposition. Ein erster Anlauf einer Verfassungsreform scheiterte 1898 am Zentrum. Dieses hatte die Frage der Männerorden mit der Zustimmung zu einer Verfassungsänderung verknüpft, was bei den anderen Fraktionen zur Empörung und letztlich zum Scheitern der Verfassungsänderungen führte. Auch die Verfassungsreform von 1906 kam gegen die Stimmen des Zentrums zustande.

## In der Weimarer Republik

### In der Novemberrevolution
Der König ernannte am 7. November die Regierung Liesching mit dem Auftrag, eine frei gewählte konstituierende Landesversammlung wählen zu lassen, um eine künftige Verfassung zu erarbeiten. Dieser Allparteienregierung gehörte Johannes Baptist von Kiene als Verkehrsminister für das Zentrum an. Aber die Novemberrevolution ließ sich dadurch nicht aufhalten. Am Nachmittag des 9. November 1918 bildete sich eine provisorische sozialistische württembergische Regierung aus Mitgliedern der MSPD und USPD und übernahm die Macht. Zwei Tage später wurde erneut eine Allparteienregierung, das Kabinett Blos I gebildet. Johann Baptist Kiene wurde dort Justizminister. Der Spartakusaufstand führte zum Rücktritt der USPD-Minister am 10. Januar 1919.

### Die Weimarer Koalition
Am 12. Januar 1919 wurde die Wahl zur Verfassunggebenden Landesversammlung durchgeführt. Die Wahl führte zu einem deutlichen Erfolg der Parteien der Weimarer Koalition (SPD, DDP und Zentrum). Die drei Parteien bildeten die erste frei gewählte Regierung des Landes, das Kabinett Blos II. Das Zentrum stellte den Justizminister (bis 24. Juli 1919) Johann Baptist Kiene und dann Eugen Bolz und ab dem 1. November 1919 den Ernährungsminister Eugen Graf.
Bei den ersten regulären Landtagswahlen vom 6. Juni 1920 erzielte das Zentrum mit 22,5 % der Stimmen das beste Ergebnis seiner Geschichte und wurde stärkste Fraktion. Große Verlierer waren SPD und DDP. Die SPD zog sich aus der Regierung zurück und es wurde das MinderheitsKabinett Hieber gebildet, welches von der SPD toleriert wurde. Obwohl stärkste Fraktion überließ das Zentrum die Regierungsspitze Johannes von Hieber, der der evangelischen Mehrheitskonfession im Land angehörte. Vom 7. November 1921 bis 2. Juni 1923 war die Weimarer Koalition in Württemberg noch einmal vollständig, da Wilhelm Keil (SPD) der Regierung Hieber als Arbeits- und Ernährungsminister beitrat. Im Kabinett Hieber stellte das Zentrum weiter den Justizminister Eugen Bolz und ab 2. Juni 1923 Josef Beyerle und neu den Innenminister (bis 2. Mai 1923 Eugen Graf, dann Eugen Bolz).
Nach dem Scheitern der Verwaltungsreform zog die DDP ihre Minister aus der Regierung zurück und es kam vom 8. April bis 2. Juni 1924 zum Kabinett Rau einer Zentrum-Alleinregierung unter dem parteilosen Edmund Rau. Eugen Bolz verantwortete darin die Ministerien des Inneren und der Finanzen, Josef Beyerle das der Justiz.

### Die Mitte/Rechts-Koalition
Die Wahl zum 2. Landtag am 4. Mai 1924 bestätigte das Zentrum bei leichten Verlusten als stärkste Partei. Württembergische Bürgerpartei (DNVP) und Württembergischer Bauern- und Weingärtnerbund schlossen sich zu einer Fraktion zusammen und waren als solche die stärkste Fraktion. Es kam zu einer Koalition der rechten Parteien mit dem Zentrum unter Wilhelm Bazille, dem Kabinett Bazille. Nach den Landtagswahlen vom 20. Mai 1928 wollte das Zentrum keine Koalition mit der SPD eingehen, da diese konfessionell gemischte Volksschulen einführen wollte, die DDP wollte aber nicht in ein Kabinett mit der Württembergischen Bürgerpartei eintreten. In der Landtagssitzung vom 8. Juni 1928 wurde Eugen Bolz mit 39 von 80 Stimmen auf Grund der geltenden Geschäftsordnung zum neuen Staatspräsidenten gewählt. Dem Kabinett Bolz gehörten zunächst nur Zentrum und Bürgerpartei an, am 19. Januar 1930 trat die DDP doch in die Regierung ein.

### Auflösung
Die letzte Wahl zum Landtag am 24. April 1932 führte bei einem stabilen Wahlergebnis des Zentrums zu einem massiven Gewinn der demokratiefeindlichen Parteien. Die NSDAP wurde stärkste Fraktion, die KPD konnte ihr Ergebnis erneut steigern. Es gelang nicht eine parlamentarische Mehrheit für eine neue Regierung zu finden, das Kabinett Bolz blieb geschäftsführend im Amt.
Nach der Machtergreifung der Nationalsozialisten wählte der Landtag am 15. März den württembergischen Gauleiter der NSDAP, Wilhelm Murr zum Staatspräsidenten. Zentrum und Staatspartei enthielten sich, die SPD stimmte dagegen. Am 5. Juli 1933 löste sich das württembergische Zentrum unter dem Druck des Nationalsozialismus auf.

## Widerstand und Nachkriegsgeschichte
Auch Mitglieder der aufgelösten Württembergische Zentrumspartei waren im Widerstand gegen den Nationalsozialismus aktiv. Eugen Bolz gehörte zu den Widerstandskämpfern des Attentats vom 20. Juli 1944 und wurde von den Nationalsozialisten hingerichtet.
Nach dem Krieg wurde Württemberg in Württemberg-Hohenzollern und Württemberg-Baden geteilt. Die katholischen Gebiete Württembergs lagen dabei in Württemberg-Hohenzollern. Die bürgerlichen Politiker entschieden sich gegen eine Neugründung der konfessionellen Parteien und gründeten eine neuartige überkonfessionelle Partei, die später in der CDU Baden-Württemberg aufging. Mit Lorenz Bock und Gebhard Müller stellte die CDU die beiden Staatspräsidenten von Württemberg-Hohenzollern; beide waren vor 1933 in der Württembergischen Zentrumspartei tätig. Das Gleiche galt für Karl Gengler den Präsidenten der Beratenden Landesversammlung des Landes Württemberg-Hohenzollern. Während es in anderen Bundesländer zu dem Versuch einer Neubildung des Zentrums gab, trat das Zentrum bei der Landtagswahl in Württemberg-Hohenzollern 1947 nicht an.

## Wahlergebnisse

### Reichstagswahlen im Kaiserreich
| Wahlkreis 13                          | Wahlkreis 15 | Wahlkreis 16                     | Wahlkreis 17                 |
| ------------------------------------- | ------------ | -------------------------------- | ---------------------------- |
| Johann Leonhard Bayrhammer            | Joseph Utz   | Constantin Franz von Neurath     | Rudolf Probst                |
| Franz Xaver Leonhard                  | Adolf Gröber | Wilhelm von Waldburg-Zeil        | Constantin von Waldburg-Zeil |
| Heinrich Adelmann von Adelmannsfelden |              | Cajetan von Bissingen-Nippenburg | Johannes Göser               |
| Joseph Wengert                        |              | Reinhard zu Neipperg             | Alfred Rembold               |
| Theodor Hofmann                       |              | Gebhard Braun                    | Joseph Leser                 |
| Fridolin Schneider                    |              | Matthias Erzberger               | Felix Stiegele               |
| Eugen Bolz                            |              |                                  |                              |

### Landtagswahlen im Kaiserreich
| Wahljahr | Zentrumspartei                     |
| -------- | ---------------------------------- |
| 1895     | 18 Sitze (von 70 gewählten)        |
| 1900     | 18 Sitze (von 70 gewählten)        |
| 1906     | 26,7 % 25 Sitze (von 92 gewählten) |
| 1912     | 26,8 % 26 Sitze (von 92 gewählten) |

### Reichstagswahlen in der Weimarer Republik
Die folgende Tabelle zeigt, wie die Württemberger während der Weimarer Republik bei Reichstagswahlen abgestimmt haben:
| Wahltag            | KPD     | USPD    | SPD     | Zentrum | DDP ab 1930: DStP | DVP               | CSVD   | WBP ab 1924: DNVP/WBP 1932: DNVP | BdG    | VRP    | WP     | WBWB    | NSDAP   | Sonstige |
| ------------------ | ------- | ------- | ------- | ------- | ----------------- | ----------------- | ------ | -------------------------------- | ------ | ------ | ------ | ------- | ------- | -------- |
| 19. Januar 1919    | -       | 2,81 %  | 35,93 % | 21,54 % | 25,37 %           | -                 | -      | 14,09 %                          | -      | -      | -      | -       | -       | 0,26 %   |
| 6. Juni 1920       | 3,25 %  | 13,05 % | 16,05 % | 22,53 % | 14,49 %           | 3,88 %            | -      | 9,05 %                           | -      | -      | -      | 17,70 % | -       | -        |
| 4. Mai 1924        | 11,48 % | -       | 16,00 % | 20,63 % | 9,48 %            | 4,43 %            | -      | 10,10 %                          | 2,48 % | -      | 0,68 % | 19,66 % | 4,23 %  | 0,85 %   |
| 7. Dezember 1924   | 8,23 %  | -       | 20,60 % | 22,31 % | 10,92 %           | 5,80 %            | -      | 11,08 %                          | -      | -      | 0,52 % | 18,02 % | 2,16 %  | 0,36 %   |
| 20. Mai 1928       | 7,33 %  | -       | 23,95 % | 19,20 % | 9,66 %            | 5,61 %            | -      | 6,31 %                           | -      | 3,70 % | 1,31 % | 17,58 % | 1,89 %  | 4,45 %   |
| 14. September 1930 | 9,48 %  | -       | 20,47 % | 20,53 % | 9,87 % (mit DVP)  | Liste mit der DDP | 6,67 % | 3,97 %                           | -      | 2,11 % | 2,83 % | 13,01 % | 9,38 %  | 1,68 %   |
| 31. Juli 1932      | 11,18 % | -       | 17,96 % | 20,70 % | 2,45 %            | 0,96 %            | 3,67 % | 3,89 %                           | -      | -      | 0,18 % | 7,01 %  | 30,53 % | 1,47 %   |
| 6. November 1932   | 14,64 % | -       | 15,51 % | 19,47 % | 3,05 %            | 1,51 %            | 4,35 % | 5,38 %                           | -      | -      | 0,10 % | 8,15 %  | 26,46 % | 1,39 %   |
| 5. März 1933       | 9,33 %  | -       | 15,03 % | 16,94 % | 2,17 %            | 0,70 %            | 3,18 % | 5,17 %                           | -      | -      | -      | 5,38 %  | 42,00 % | 0,10 %   |

### Landtagswahlen in der Weimarer Republik
| Wahl                 | Stimmanteil in % | Sitze    |
| -------------------- | ---------------- | -------- |
| Landtagswahl 1919    | 20,8 %           | 31 Sitze |
| Landtagswahl 1920    | 22,5 %           | 23 Sitze |
| Landtagswahl 1924    | 20,9 %           | 17 Sitze |
| Landtagswahl 1928    | 19,6 %           | 17 Sitze |
| Landtagswahl 1932    | 20,5 %           | 17 Sitze |
| Gleichschaltung 1933 | 16,9 %           | 10 Sitze |

## Landesvorsitzende
Landesvorsitzende des württembergischen Zentrums waren nominell Alfred Rembold (1895–1919) und Josef Beyerle (1919–1933). Die eigentlich führenden Köpfe des württembergischen Zentrums waren aber Adolf Gröber, Johann Baptist Kiene, Matthias Erzberger, Eugen Bolz und Lorenz Bock.